# Pseudastacus
 (juin 2025).
Genre
Espèces de rang inférieur
- †P. pustulosus Münster, 1839
- †P. lemovices Charbonnier & Audo, 2020
- †P. minor Fraas, 1878
- †P. mucronatus Phillips, 1835
- †P. pusillus Van Straelen, 1925

Synonymes
Synonymes de Pseudastacus
- Alvis (Münster, 1840)
- Bolina (Münster, 1839)

Synonymes de P. pustulosus
- Alvis octopus (Münster, 1840)
- Bolina pustulosa (Münster, 1839)
- Pseudastacus muensteri (Oppel, 1861)

Synonymes de P. mucronatus
- Astacus mucronatus (Phillips, 1835)

Pseudastacus (signifiant « faux Astacus », par comparaison avec le genre d'écrevisses existant) est un genre éteint de crustacés décapodes qui a vécu pendant la période jurassique en Europe, et possiblement la période crétacée au Liban. De nombreuses espèces lui ont été attribuées, bien que le classement de certaines espèces reste incertain et que d'autres aient été réassignées à différents genres. Les fossiles attribuables à ce genre ont d'abord été décrits par Georg zu Münster en 1839 sous le nom de Bolina pustulosa, mais le nom générique a été changé en 1861 après qu'Albert Oppel ait noté qu'il était préoccupé. Le genre a été placé dans différentes familles par de nombreux auteurs, étant historiquement assigné aux Nephropidae ou Protastacidae. Actuellement, il est considéré comme membre des Stenochiridae.
Atteignant jusqu'à 6 cm de longueur totale, les individus de Pseudastacus étaient de petits animaux. Les membres de ce genre ont une morphologie semblable à celle des écrevisses, possédant de longues antennes, un rostre triangulaire et une paire d'appendices antérieurs agrandis en pinces longues et étroites. Des rainures profondes sont présentes sur la carapace, qui fait environ la même longueur que l'abdomen. La surface de la carapace est généralement irrégulière, avec soit de petits tubercules soit des fosses. Le dimorphisme sexuel est connu chez P. pustulosus, les pinces des femelles étant plus allongées que celles des mâles. Il existe des preuves d'un possible comportement grégaire chez P. lemovices sous la forme de plusieurs individus préservés les uns à côté des autres, possiblement tués lors d'un événement de mortalité de masse. Avec le plus ancien enregistrement connu datant de l'âge sinémurien du Jurassique inférieur, et d'éventuelles espèces survivant jusqu'à l'étage cénomanien du Crétacé supérieur, Pseudastacus a une longue étendue temporelle et était un taxon largement répandu. Les fossiles de ces animaux ont d'abord été trouvés dans le calcaire de Solnhofen en Allemagne, mais ont également été signalés en France, en Angleterre et au Liban. Toutes les espèces de ce genre vivaient dans des environnements marins.

## Découverte et dénomination
Les fossiles de Pseudastacus avaient été décrits avant la dénomination de ce genre, sous d'autres noms qui sont actuellement invalides. En 1839, le paléontologue allemand Georg zu Münster établit le genre Bolina pour inclure deux espèces, B. pustulosa (l'espèce type) et B. angusta, toutes deux basées sur des spécimens collectés dans le calcaire de Solnhofen. Le nom générique fait référence à la nymphe Bolina de la mythologie grecque, qui se jeta dans la mer. Un an plus tard, Münster décrivit plusieurs fossiles du calcaire de Solnhofen qu'il pensait représenter des isopodes, et érigea le genre Alvis pour contenir la seule espèce A. octopus, la nommant d'après le nain Alvíss de la mythologie nordique.
En 1861, le paléontologue allemand Albert Oppel plaça B. pustulosa et B. angusta dans deux nouveaux genres, Pseudastacus et Stenochirus respectivement. Maintenant renommées Pseudastacus pustulosus et Stenochirus angustus, les deux espèces devinrent les espèces types de leurs genres respectifs. Ceci fut fait parce que le nom Bolina avait déjà été attribué à la fois à un gastéropode et à un cténophore, ainsi le crustacé nommé par Münster dut être renommé. Le nom Pseudastacus combine le mot grec ψεύδος (pseudos, signifiant « faux ») et Astacus, faisant référence à sa ressemblance avec le genre moderne d'écrevisses. Oppel déclara que 10 spécimens connus à l'époque représentaient P. pustulosus, dont un provenait de la collection Redenbacher du Muséum d'histoire naturelle de Berlin et les neuf restants de la collection du Musée paléontologique de Munich. Son analyse révéla également que le spécimen nommé Alvis octopus par Münster n'était pas un isopode, mais essentiellement identique à P. pustulosus, et synonymisa donc les deux espèces. De plus, il identifia un spécimen (BSPG AS I 672) conservé au Musée paléontologique comme une seconde espèce du genre qu'il nomma P. muensteri.
En 2006, Alessandro Garassino et Guenter Schweigert ont examiné les fossiles de décapodes de Solnhofen et ont trouvé que quatre des spécimens de P. pustulosus de la collection d'Oppel étaient encore présents, et que P. muensteri représente des spécimens femelles de P. pustulosus (étant donc un synonyme junior).

### Espèces

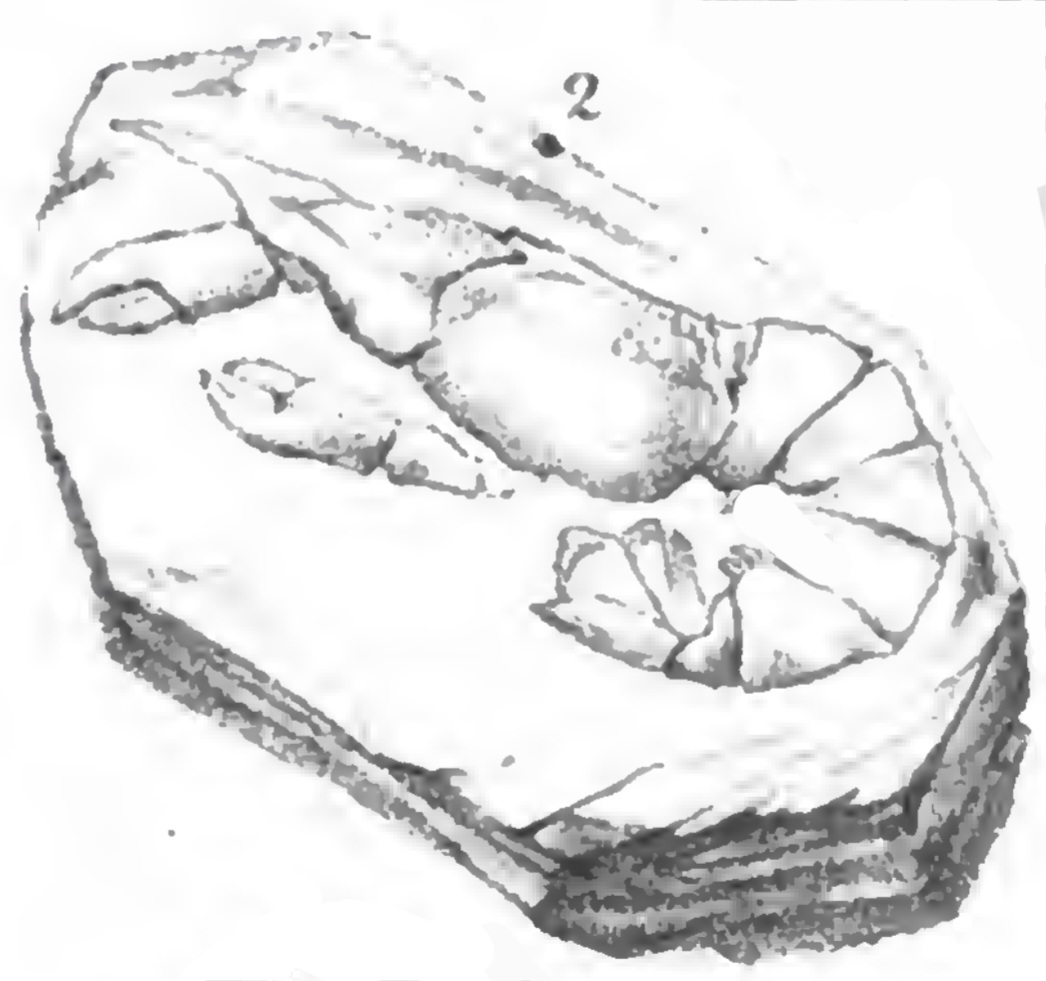
Illustration réalisée en 1878 du spécimen type actuellement perdu de P. minor

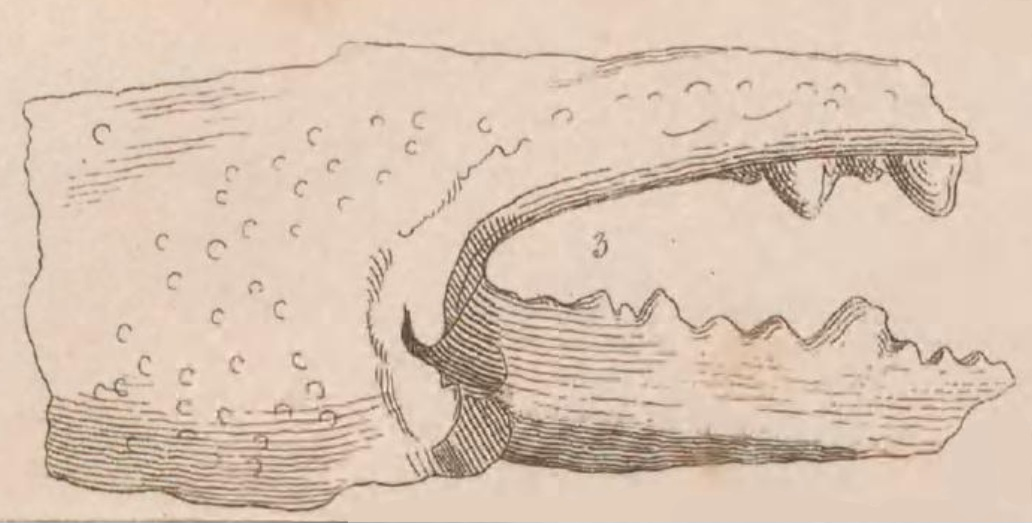
Illustration réalisée en 1835 du spécimen type de P. mucronatus

Plusieurs espèces ont été attribuées au genre Pseudastacus, bien que le classement de certaines espèces reste incertain ou provisoire. De plus, certaines ont depuis été déplacées dans différents genres après qu'il ait été découvert qu'elles n'étaient pas étroitement liées à l'espèce type. Une révision de 2020 par Sylvain Charbonnier et Denis Audo a conservé cinq espèces dans le genre Pseudastacus :
- P. pustulosus est l'espèce type du genre, nommée pour la première fois Bolina pustulosa par Münster en 1839 et renommée en 1861. Ses fossiles ont été découverts dans le calcaire de Solnhofen en Allemagne, qui remonte au stade tithonien de la période jurassique supérieure[1],[3].
- P. mucronatus a été initialement nommé Astacus mucronatus par le géologue anglais John Phillips en 1835. Le spécimen type a été extrait de la formation d'argile de Speeton dans le Yorkshire, en Angleterre, et est un fragment de pince. La pince est très grande, avec des tubercules alternés de grande et de petite taille sur les marges intérieures[7],[8]. Ceci est différent des pinces plus étroites et plus longues des autres espèces de Pseudastacus, et le spécimen peut être attribué à Hoploparia dentata[9].

- P. minor a été décrit par le pasteur, paléontologue et géologue allemand Oscar Fraas en 1878 à partir d'un spécimen trouvé dans des dépôts d'âge cénomanien à Hakel, au Liban[10]. Ce spécimen est maintenant perdu et seule l'illustration originale demeure, qui montre des caractéristiques différentes de toute autre espèce de Pseudastacus : le rostre est extrêmement long, il y a un segment abdominal supplémentaire, les membres à pinces sont placés plus en arrière et la forme générale des pinces est différente. Son placement dans ce genre est donc incertain[7].
- P. pusillus est basé sur un céphalothorax fossilisé des dépôts d'âge bajocien de May-sur-Orne, en France, décrit en 1925 par le carcinologue et paléontologue belge Victor van Straelen. Le fossile a été détruit pendant la Seconde Guerre mondiale et il est difficile de déterminer à partir du dessin au trait original du spécimen si cette espèce appartient vraiment à Pseudastacus[7].
- P. lemovices a été nommé en 2020 sur la base de cinq spécimens préservés sur une dalle de calcaire d'âge sinémurien, collectée à Chauffour-sur-Vell, en France. Le nom spécifique honore les Lémovices, une tribu gauloise qui vivait près de cette localité. C'est l'espèce la plus ancienne connue de la famille des Stenochiridae[7].

### Espèces réassignées
Les espèces suivantes étaient autrefois placées dans Pseudastacus, mais ont depuis été déplacées vers différents genres.
- P. hakelensis a d'abord été nommé Homarus hakelensis en 1878. L'espèce a vécu pendant l'étage cénomanien au Liban[10]. Elle a été déplacée vers Notahomarus en 2017[11].
- P. dubertreti, décrit en 1946 à partir d'un fossile trouvé au Liban et conservé au Muséum national d'histoire naturelle de France, a vécu pendant l'étage cénomanien[12]. Une étude ultérieure du fossile a révélé que cette espèce était synonyme de Carpopenaeus callirostris en 2006[6].
- P. llopisi a été nommé en 1971 et est connu à partir de nombreux spécimens trouvés sur le site d'âge crétacé inférieur de Las Hoyas, en Espagne[13]. En 1997, il a été réassigné au genre Austropotamobius[14].

## Description

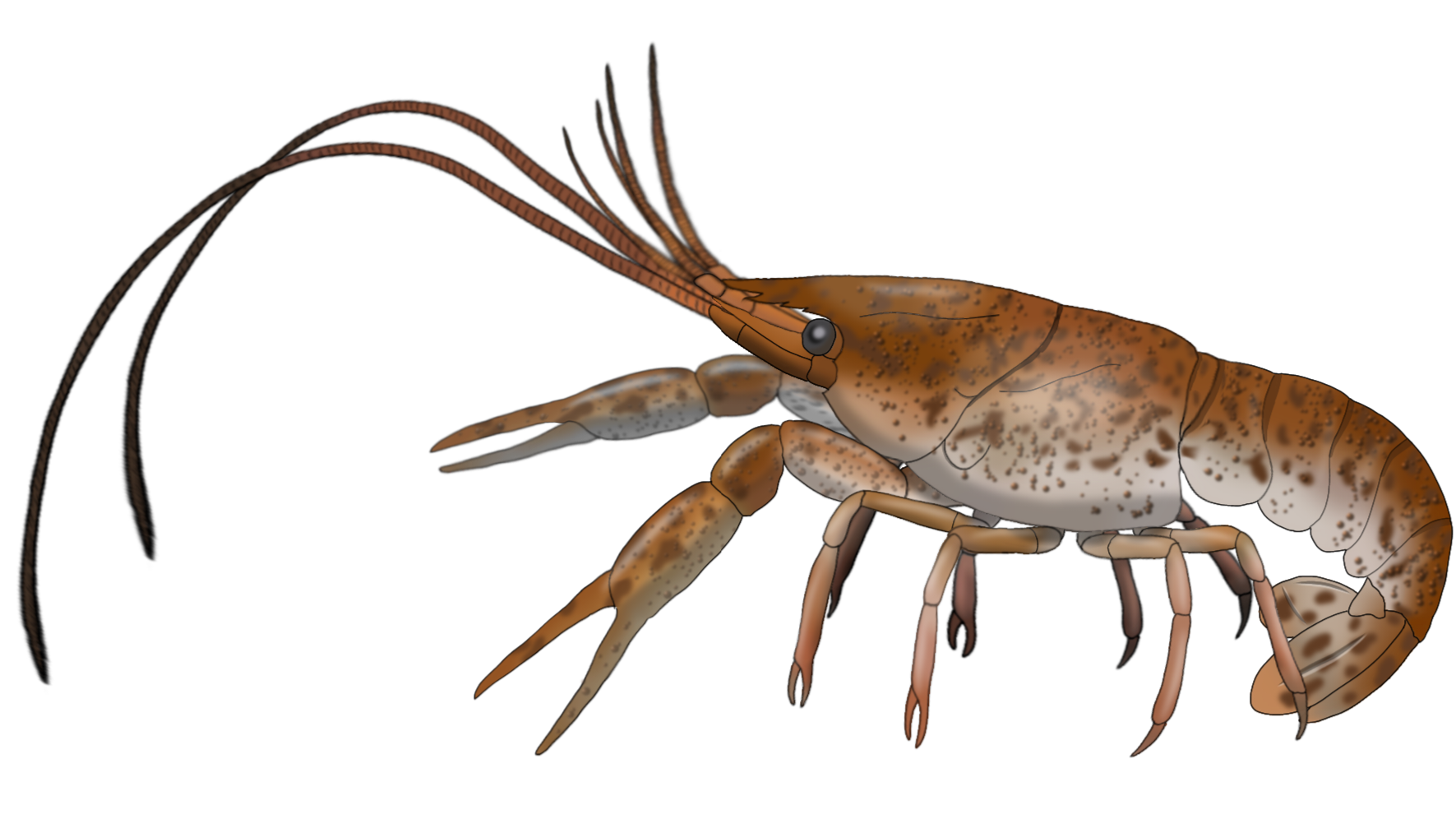
Reconstitution de P. pustulosus avec coloration spéculative

Pseudastacus est un petit crustacé, les spécimens connus de P. pustulosus allant de 4 à 6 cm de longueur totale. La carapace de P. lemovices atteint une longueur de 11 mm (0,43 po) excluant le rostre, et une hauteur de 6,5 mm (0,26 po).
Les membres de ce genre ont souvent une surface de carapace inégale, certaines espèces (comme P. pustulosus) ayant des tubercules et d'autres (comme P. lemovices) ayant des fosses réparties uniformément sur la surface de la carapace. Des individus avec des carapaces plus lisses sont également documentés, bien que cela puisse être dû à l'abrasion. Des rainures sont présentes sur la carapace, incluant une rainure cervicale profonde en forme d'arc qui s'étend sur le sommet de la carapace, se reliant à des rainures gastro-orbitales, antennaires et hépatiques similairement profondes sur les côtés. Une rainure supplémentaire plus faible (la rainure post-cervicale) se trouve derrière la rainure cervicale de chaque côté. Le rostre est triangulaire et allongé, avec trois épines sur les côtés,.  La carapace et la tête sont séparées par une dépression en forme d'arc. Une paire de longues antennes et deux paires d'antennules plus courtes s'étendent de la tête, les antennules externes étant légèrement plus étroites et plus pointues que la paire interne. Une paire d'yeux composés est attachée à la tête par de courts pédoncules oculaires.

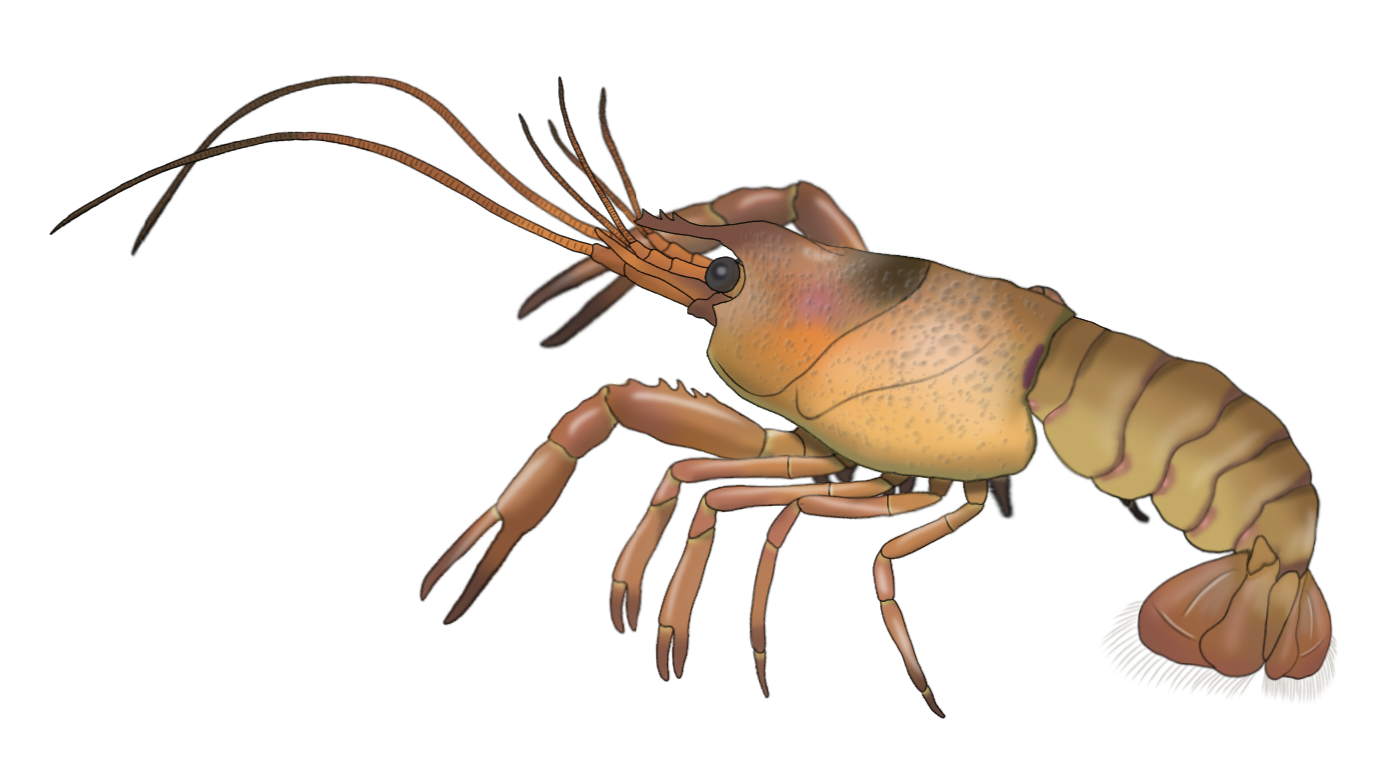
Reconstitution de P. lemovices avec coloration spéculative

Le thorax porte cinq paires d'appendices connus sous le nom de péréiopodes (pattes marcheuses). Les trois premières paires de péréiopodes se terminent par des chèles (pinces), et la paire la plus en avant est particulièrement longue et agrandie. Bien qu'ornées de tubercules chez P. pustulosus, les pinces sont lisses et non décorées chez P. lemovices. Les péréiopodes diminuent en taille plus ils sont placés vers l'arrière, la paire la plus en avant étant la plus grande et la plus longue. L'abdomen fait environ la longueur de la carapace, le segment le plus en avant étant le plus petit. Les uropodes (appendices caudaux) sont de longueur égale, avec une crête au milieu. De longues setæ sont conservées sur les marges des uropodes de P. lemovices.

## Classification

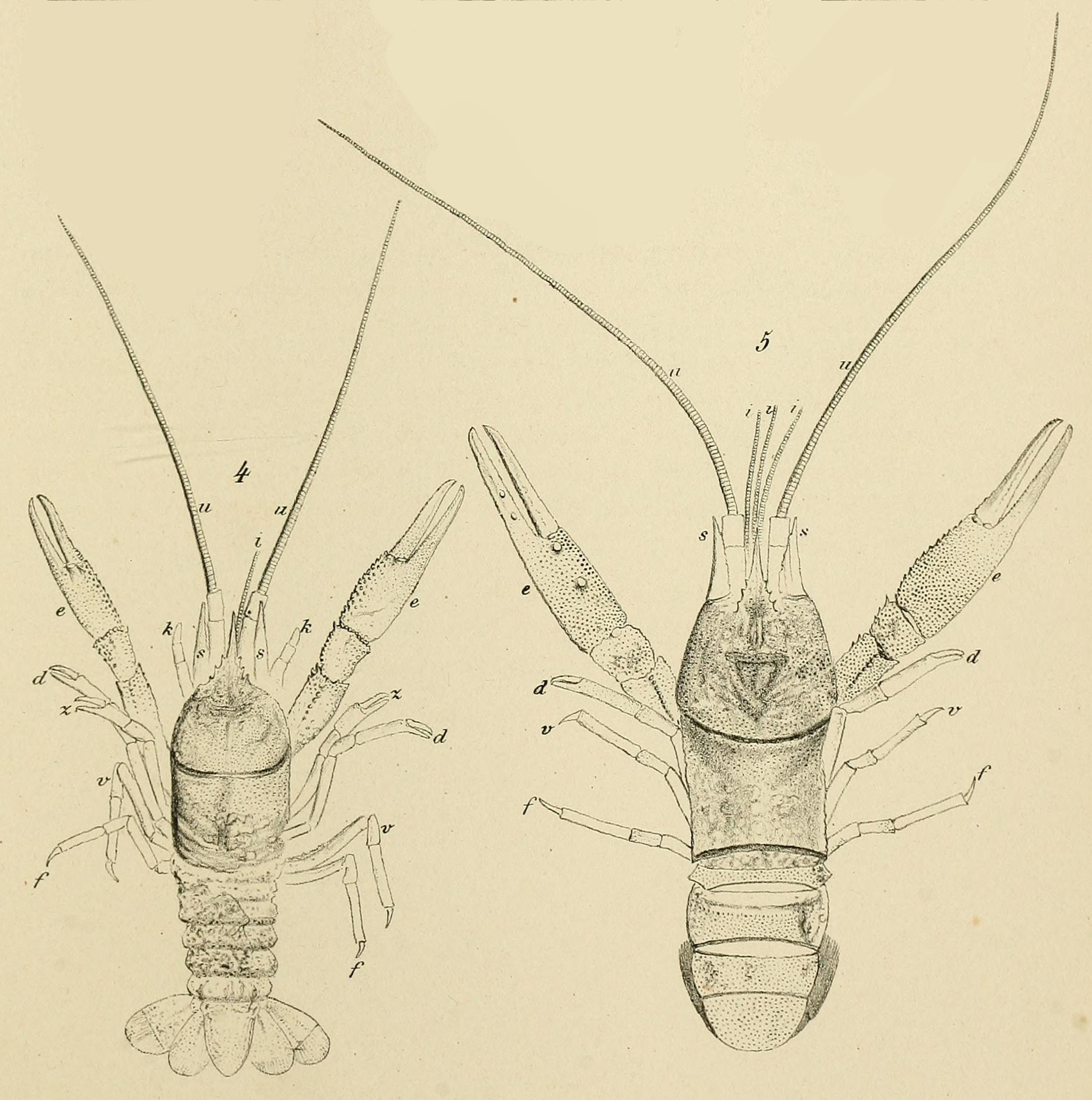
Illustrations de P. pustulosus réalisées en 1862

Au cours des années qui ont suivi sa première découverte, Pseudastacus a été placé dans diverses familles par différents auteurs. Pendant de nombreuses décennies, le genre a été considéré comme un membre des Nephropidae (la famille des homards), comme l'a rapporté pour la première fois Victor van Straelen en 1925. Ce placement a été suivi par des auteurs ultérieurs tels que Beurlen (1928), Glaessner (1929) et Chong & Förster (1976),,. En 1983, Henning Albrecht a érigé la famille Protastacidae et y a déplacé Pseudastacus, tandis que Tshudy et Babcock (1997) ont inclus le genre dans leur famille nouvellement établie Chilenophoberidae,. Bien que Garassino et Schweigert (2006) aient continué à placer Pseudastacus dans les Protastacidae après Albrecht (1983), d'autres auteurs dans les années 2000 le placeraient dans les Chilenophoberidae sur la base des découvertes plus récentes de Tshudy et Babcock (1997),,.

En 2013, Karasawa et ses collègues ont établi que Pseudastacus constitue le taxon frère de Stenochirus, rendant ainsi les Chilenophoberidae paraphylétiques. La famille a par conséquent été mise en synonymie avec les Stenochiridae. Le cladogramme suivant présente la position de Pseudastacus au sein des Stenochiridae selon cette étude :
|  | \| \| Stenochirus \| \| \| \| \| \| Pseudastacus \| \| \| \| |
|  |                                                              |
|  | Chilenophoberus                                              |
|  |                                                              |
|  | Stenochirus                                                  |
|  |                                                              |
|  | Pseudastacus                                                 |
|  |                                                              |

|  | Stenochirus  |
|  |              |
|  | Pseudastacus |
|  |              |

|  | \| \| Stenochirus \| \| \| \| \| \| Pseudastacus \| \| \| \| |
|  |                                                              |
|  | Chilenophoberus                                              |
|  |                                                              |
|  | Stenochirus                                                  |
|  |                                                              |
|  | Pseudastacus                                                 |
|  |                                                              |

|  | Stenochirus  |
|  |              |
|  | Pseudastacus |
|  |              |

## Paléobiologie

### Dimorphisme sexuel

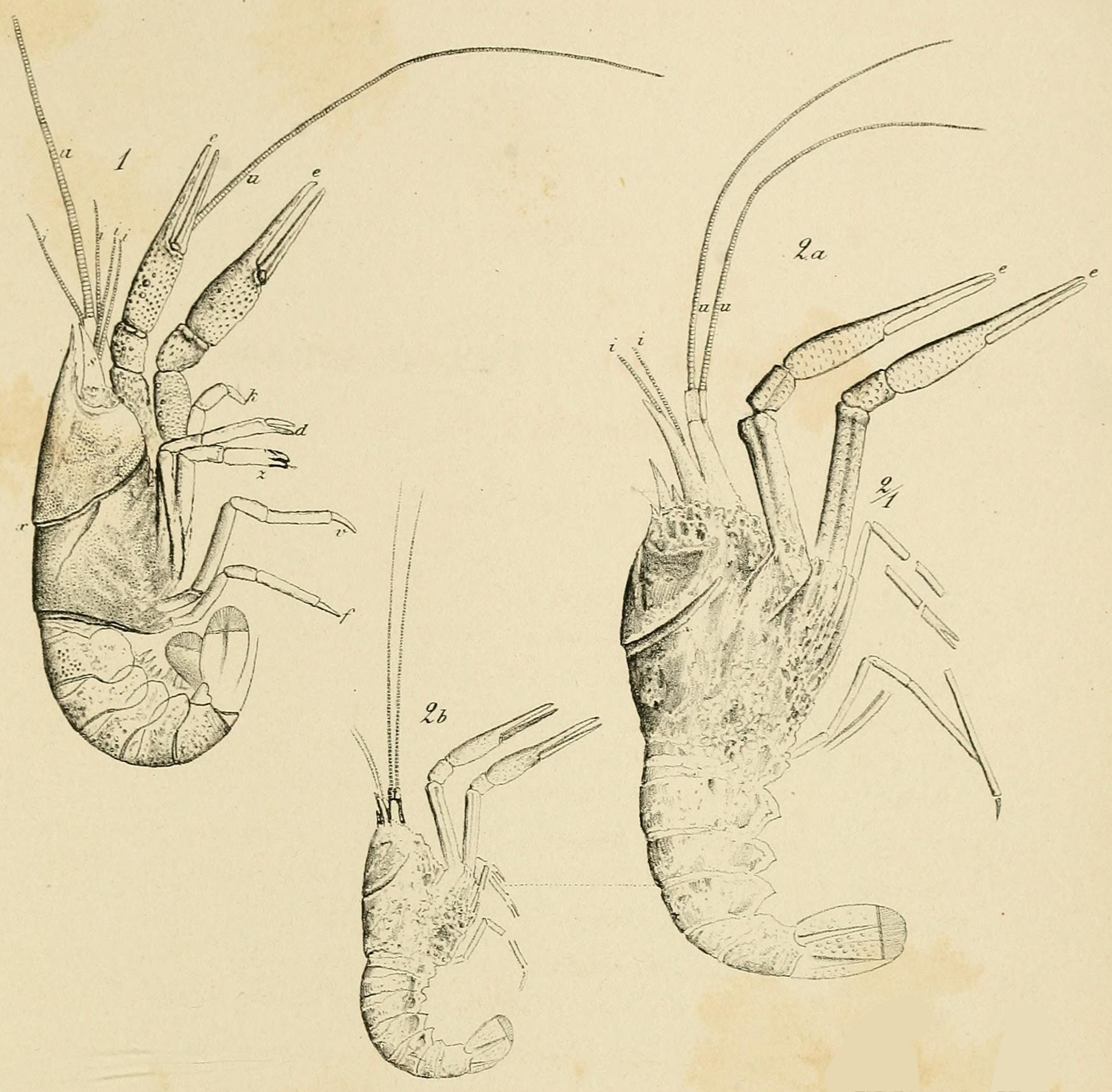
Illustrations réalisées en 1862 représentant un mâle (à gauche) et des femelles (au centre et à droite) de P. pustulosus, les femelles étant initialement étiquetées comme P. muensteri

Albert Oppel observa que les fossiles de Pseudastacus du calcaire de Solnhofen pouvaient être divisés en deux morphes ; outre ceux ressemblant le plus au spécimen type de P. pustulosus, il existait également un morphe au corps plus petit et aux pinces plus longues et plus élancées. Oppel considérait ce dernier morphe comme une espèce distincte qu'il nomma P. muensteri en 1862. Plus d'un siècle plus tard, Garassino et Schweigert (2006) établirent que les spécimens de P. muensteri étaient essentiellement identiques à P. pustulosus hormis la forme des pinces. De plus, ils notèrent que chez les glyphéidés fossiles et l'espèce actuelle Neoglyphea inopinata, les femelles possèdent des appendices chélifères plus longs que les mâles. Sur cette base, ils déclarèrent P. muensteri synonyme junior de P. pustulosus, représentant en réalité un spécimen femelle de cette espèce qui présentait un dimorphisme sexuel.

### Comportement social
La série type de P. lemovices se compose de cinq individus préservés ensemble dans une seule dalle calcaire, suggérant possiblement que l'espèce présentait un comportement grégaire, ce groupe ayant été tué lors d'un événement de mortalité de masse (peut-être causé par des changements de température ou un manque d'oxygène). Des preuves de comportement grégaire sont également connues chez d'autres homards fossiles, ainsi que chez les espèces actuelles,.

## Paléoenvironnement

### Jurassique inférieur
Pseudastacus serait apparu pour la première fois au cours du Jurassique inférieur, P. lemovices étant le membre le plus ancien du genre actuellement connu. Les cinq spécimens connus de cette espèce ont été préservés dans une seule dalle calcaire collectée dans un jardin à Chauffour-sur-Vell, en France. Le sédiment de cette localité représente un environnement marin datant du Sinémurien (entre 199,5 et 192,9 millions d'années), et la région générale a été spécifiquement datée du Sinémurien tardif sur la base de la présence de l'algue verte Palaeodasycladus mediterraneus dans un niveau régional.

### Jurassique supérieur
Pseudastacus pustulosus, l'espèce type du genre, est connue par le plus grand nombre de spécimens. Tous les restes connus de cette espèce ont été collectés dans le calcaire de Solnhofen en Bavière, Allemagne, qui date du Tithonien du Jurassique supérieur, entre 149,2 et 145 millions d'années. Durant la période de dépôt, le continent européen était partiellement inondé, formant un archipel tropical et sec en bordure de l'océan Téthys. Le calcaire de Solnhofen se serait déposé dans un environnement lagunaire isolé de l'océan principal par des récifs. Un habitat côtier est confirmé par le contenu fossilifère de la région, qui comprend de nombreuses espèces marines aux côtés desquelles P. pustulosus aurait vécu. Celles-ci incluent des céphalopodes (tels que les ammonoïdes et les bélemnites), des crinoïdes (tels que Saccocoma), d'autres crustacés (notamment des éryonides, axiides, glyphéides, squilles et le Stenochirus étroitement apparenté), des poissons (tels que les pycnodontes, pachycormides, aspidorhynchides et caturides) et des reptiles marins (tels que les tortues, ichthyosaures et métriorhynchides),,. Des restes d'animaux terrestres, bien que plus rares, sont également présents et représentent des espèces qui auraient vécu sur les îles entourées par les lagons, notamment des dinosaures (tels que Archaeopteryx et Compsognathus), des lézards (tels que Ardeosaurus, Bavarisaurus et Schoenesmahl ), et des ptérosaures (tels que Rhamphorhynchus, Aurorazhdarcho, Pterodactylus, Germanodactylus, Ctenochasma et Scaphognathus),.

### Crétacé
Deux espèces de Pseudastacus, P. mucronatus et P. minor, proviennent de dépôts datant du Crétacé, bien que leur attribution à ce genre demeure incertaine. Ces deux espèces n'ont pas coexisté, provenant d'étages différents du Crétacé ainsi que de localités distinctes. Les restes connus de P. mucronatus ont été collectés dans la Formation argileuse de Speeton en Angleterre, qui s'étend du Berriasien à l'Aptien du Crétacé inférieur (145 à 113 millions d'années). La formation constituait un environnement marin qui s'est initialement déposé durant une période de bas niveau marin, le niveau de la mer ayant par la suite fortement fluctué au cours du dépôt de la formation, représentant des événements de transgression et de régression marines. Ceci se reflète dans l'assemblage de foraminifères, et Plymouth Sound a été proposé comme analogue moderne de la formation. Des restes fossilisés de divers animaux marins sont préservés dans la Formation argileuse de Speeton, ceux des bélemnites étant les plus abondants. Les ammonites, crustacés, et dents de requins et de raies (notamment Cretorectolobus, Spathobatis, Dasyatis et Synechodus) sont également couramment signalés dans ces dépôts,,.
Connue par un seul spécimen (actuellement manquant) provenant des dépôts marins du Cénomanien (entre 100,5 et 93,9 millions d'années) du Liban, P. minor serait l'espèce géologiquement la plus récente de Pseudastacus, en supposant qu'elle appartienne effectivement au genre. Durant cet âge, le Liban était situé sur une large plateforme carbonatée principalement submergée dans l'océan Néotéthys, et localisée près du bord nord-oriental du continent afro-arabique. Les fossiles végétaux des dépôts cénomaniens libanais (incluant des gymnospermes et des angiospermes à feuilles caduques) indiquent un climat similaire à celui du bassin méditerranéen actuel, et sont comparables aux assemblages floraux de Crimée, d'Amérique du Nord et d'Europe centrale contemporains. Les sites paléontologiques du Liban ont livré de nombreux fossiles bien préservés, notamment une grande variété de poissons, crustacés et même de poulpes,,. Des insectes terrestres et reptiles (notamment des ptérosaures et squamates) sont également représentés dans les découvertes fossiles de ces dépôts,,.